# Холодный Ключ (Куюргазинский район)
Холо́дный Ключ (баш. Холодный Ключ) — деревня в Куюргазинском районе Республики Башкортостан Российской Федерации. Входит в состав Шабагишского сельсовета.

## География

### Географическое положение
Расстояние до:
- районного центра (Ермолаево): 17 км,
- центра сельсовета (Шабагиш): 12 км,
- ближайшей ж/д станции (Ермолаево): 17 км.

## Население
| 2002 | 2009 | 2010 |
| ---- | ---- | ---- |
| 364  | ↘357 | ↘317 |

### Национальный состав
Согласно переписи 2002 года, преобладающие национальности — русские (45 %), башкиры (44 %).